# カタルーニャの道2014
カタルーニャの道2014(カタルーニャ語: Via Catalana 2014)は、2014年9月11日のカタルーニャ国民の日に、スペイン・カタルーニャ州バルセロナで行われた大規模なデモ行進。

## 内容

### 背景
2010年6月にスペイン憲法裁判所が2006年カタルーニャ自治憲章に対して違憲判決を下したことなどがきっかけで、2010年7月にはオムニウム・クルトゥラルが主導して、110万人（地元警察発表）が参加した2010年カタルーニャ自治抗議が行われた。2010年の自治憲章違憲判決がカタルーニャ独立運動に火を付けたとされ、その後の抗議デモはスペインとカタルーニャの関係の転換点となった。
2012年9月11日のカタルーニャ国民の日にはカタルーニャ国民会議(ANC)と独立のための自治体連合が主導して2012年カタルーニャ独立デモを組織し、約150万人が参加した。このデモは世界的に見て近年初の大規模民族主義デモであるとされ、その規模の大きさが世界中で報じられた。カタルーニャ国民会議は2013年9月11日にカタルーニャ独立への道というデモを主催し、独立を支持するカタルーニャ住民が480キロメートルに渡って手をつないだ。

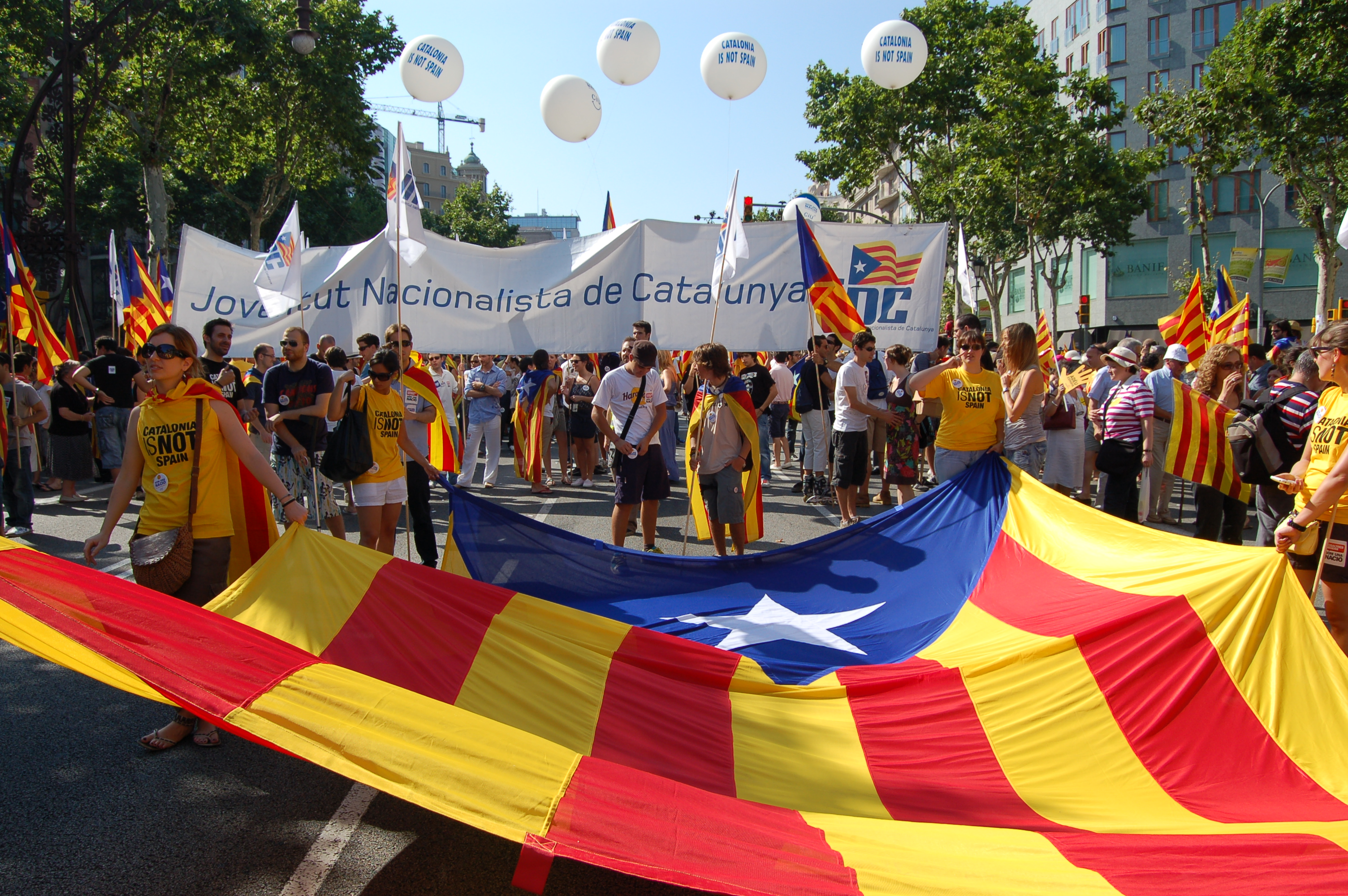
2010年カタルーニャ自治抗議
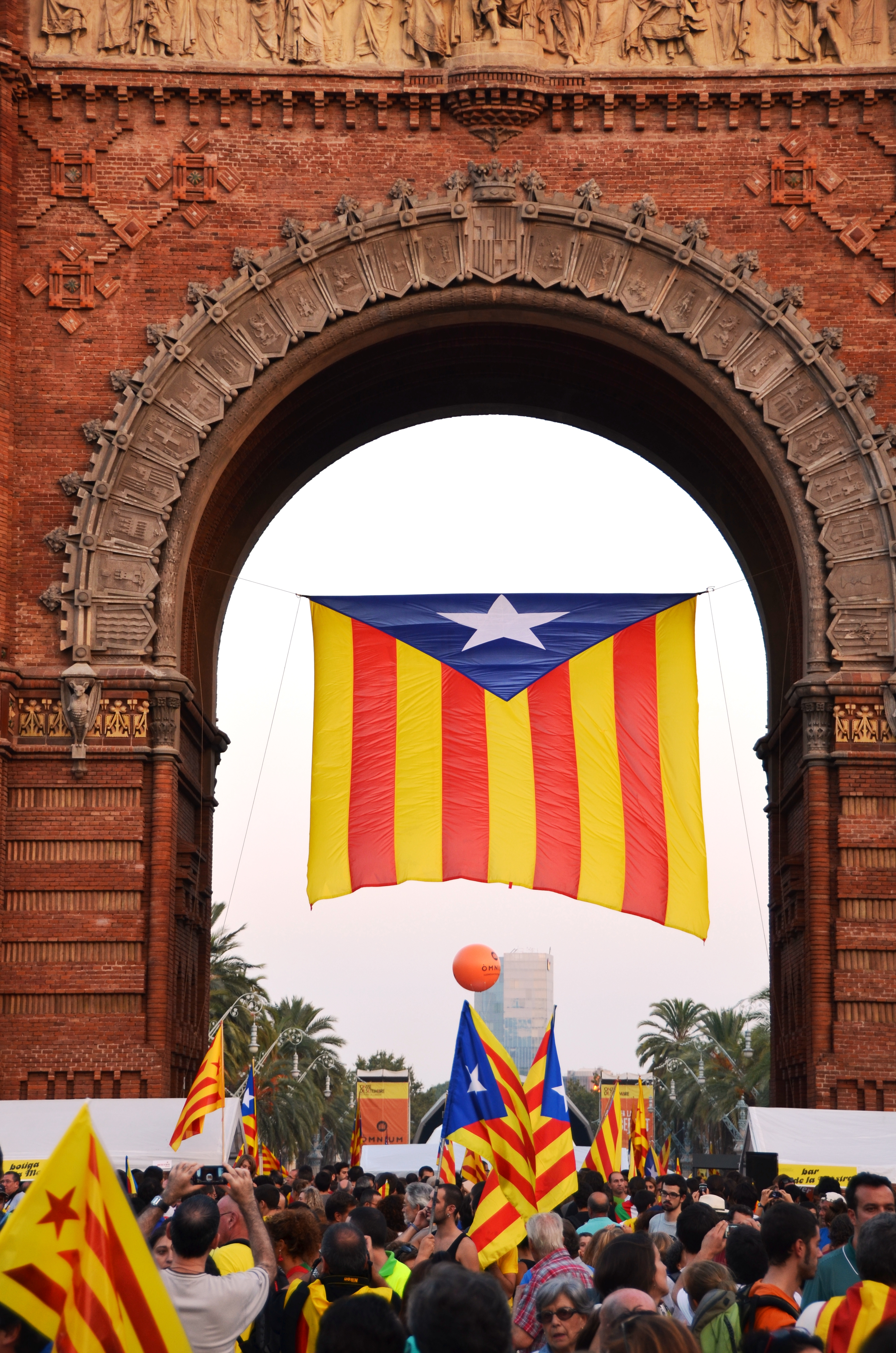
2012年カタルーニャ独立デモ
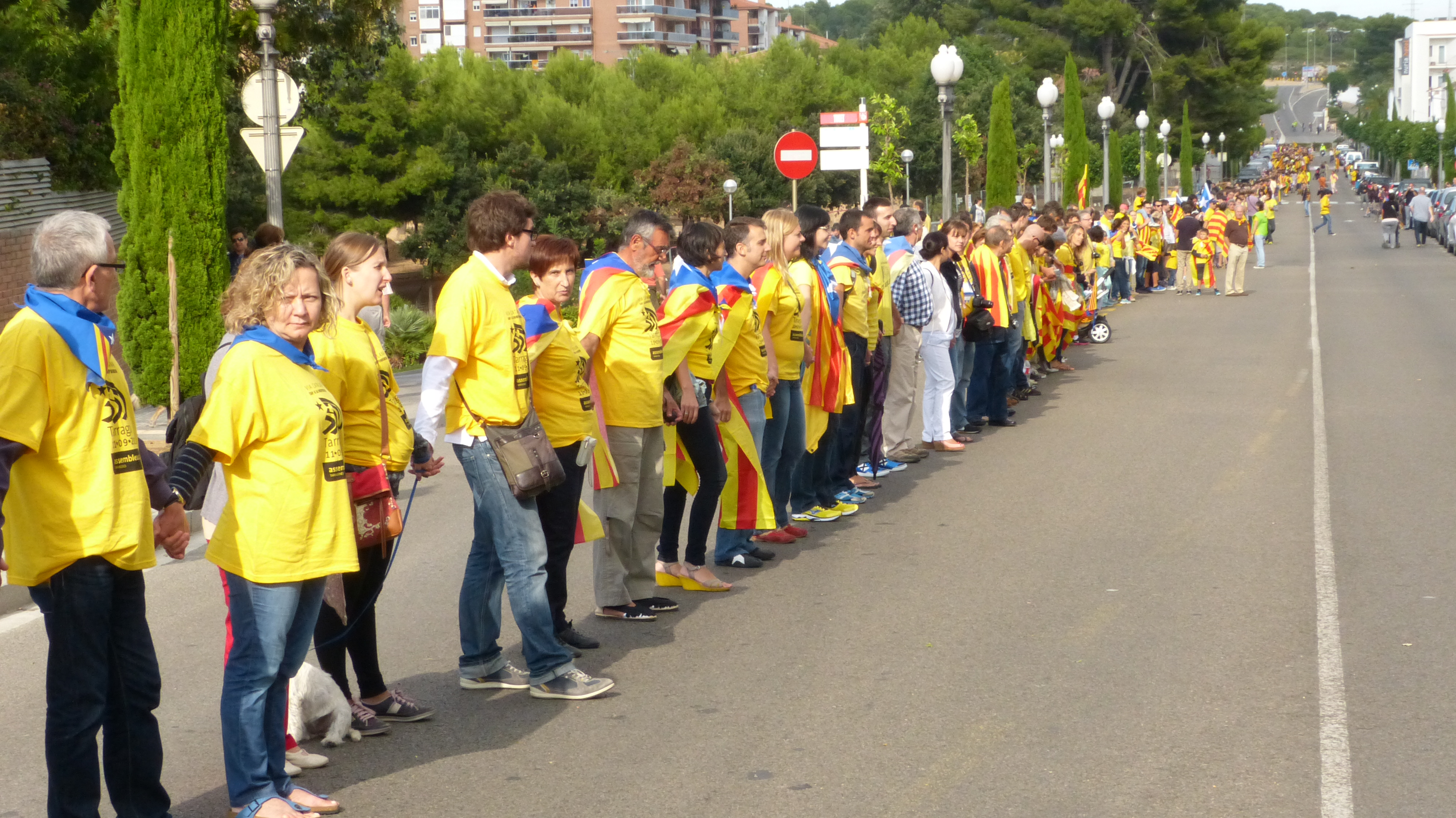
2013年のカタルーニャ独立への道

### 内容

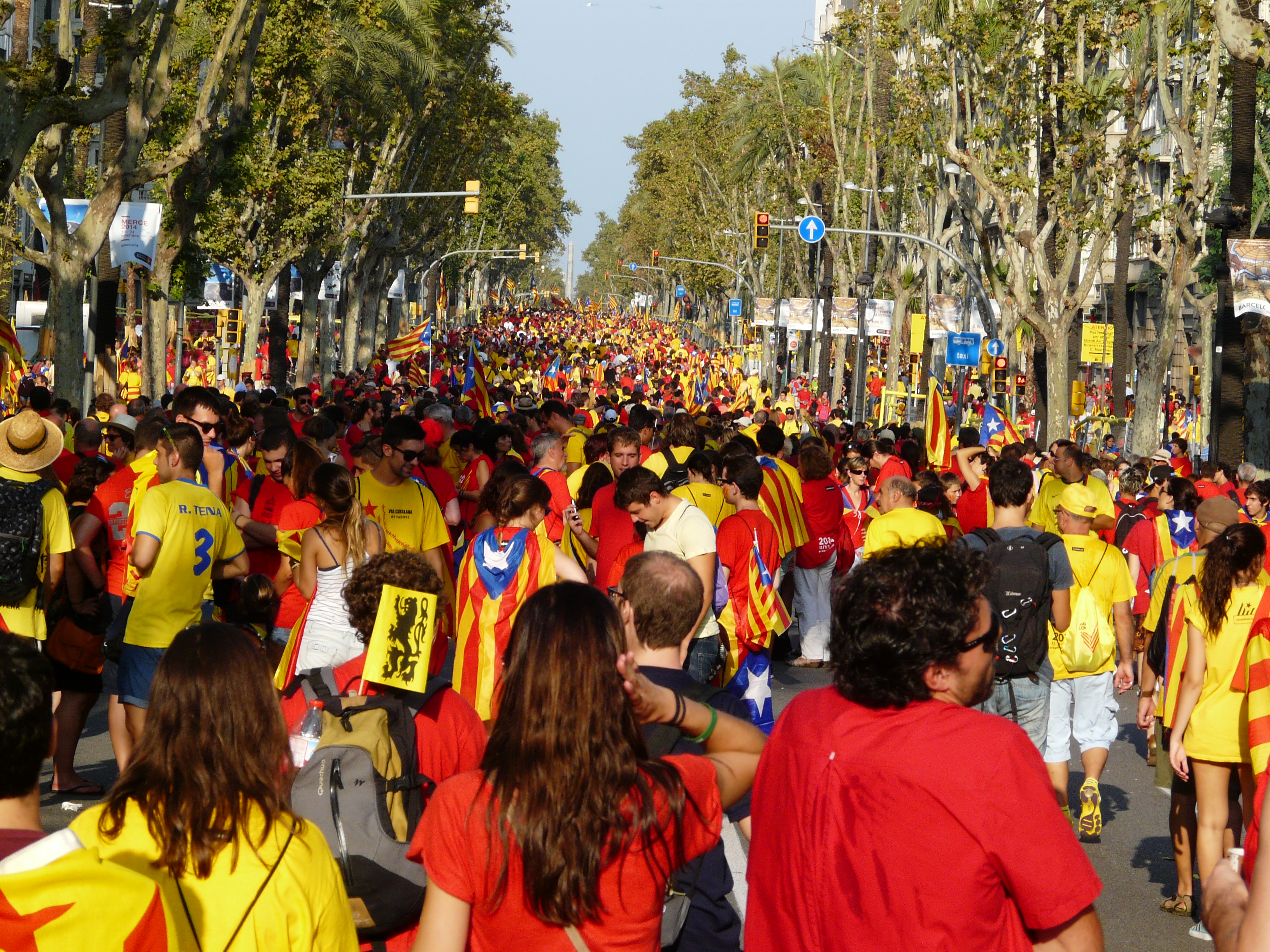
デモの様子

2014年はスペイン継承戦争末期（バルセロナ包囲戦）の1714年にカタルーニャが自治権を失ってから300年目の節目の年である。カタルーニャ国民会議とオムニウム・クルトゥラルは2014年9月11日にカタルーニャの道2014を企画し、2か月後の2014年11月に開催される予定の2014年カタルーニャ独立住民投票でカタルーニャの独立を支持する住民が参加した。スローガンは「今こそその時だ」(カタルーニャ語: Ara és l'hora)。
参加者はサニェーラ（カタルーニャ国旗）色の赤色または黄色のTシャツを着用し、「V」字に交差する2本の通りのうちあらかじめ指定された場所に並んだ。上空から俯瞰すると「V」の人文字が形成されており、この「V」は「勝利」(victòria)や「投票」(votar)や「意思」(voluntat)などを意味する。この人文字の長さは計11キロメートルにも及び、20万m2もの面積を持つ巨大なサニェーラが浮かびあがっている。

### 影響
調査機関によって参加者数の推定値は異なるが、スペイン政府カタルーニャ局は約50万人と、バルセロナ市警察は180万人と見積もっている。バルセロナ自治大学に内包される統計分析機関は90万人と推定した。主催者であるカタルーニャ国民会議は、ヨーロッパの歴史の中でも有数の規模かつ平和的な動員が行われた運動だったと述べた。
デモから約2か月後の2014年11月9日には非公式に2014年カタルーニャ独立住民投票が実施され、投票率は約40%と低かったものの、「カタルーニャは国家であるべき、かつ、スペインから独立すべき」とする得票が80%を超えた。

## ギャラリー

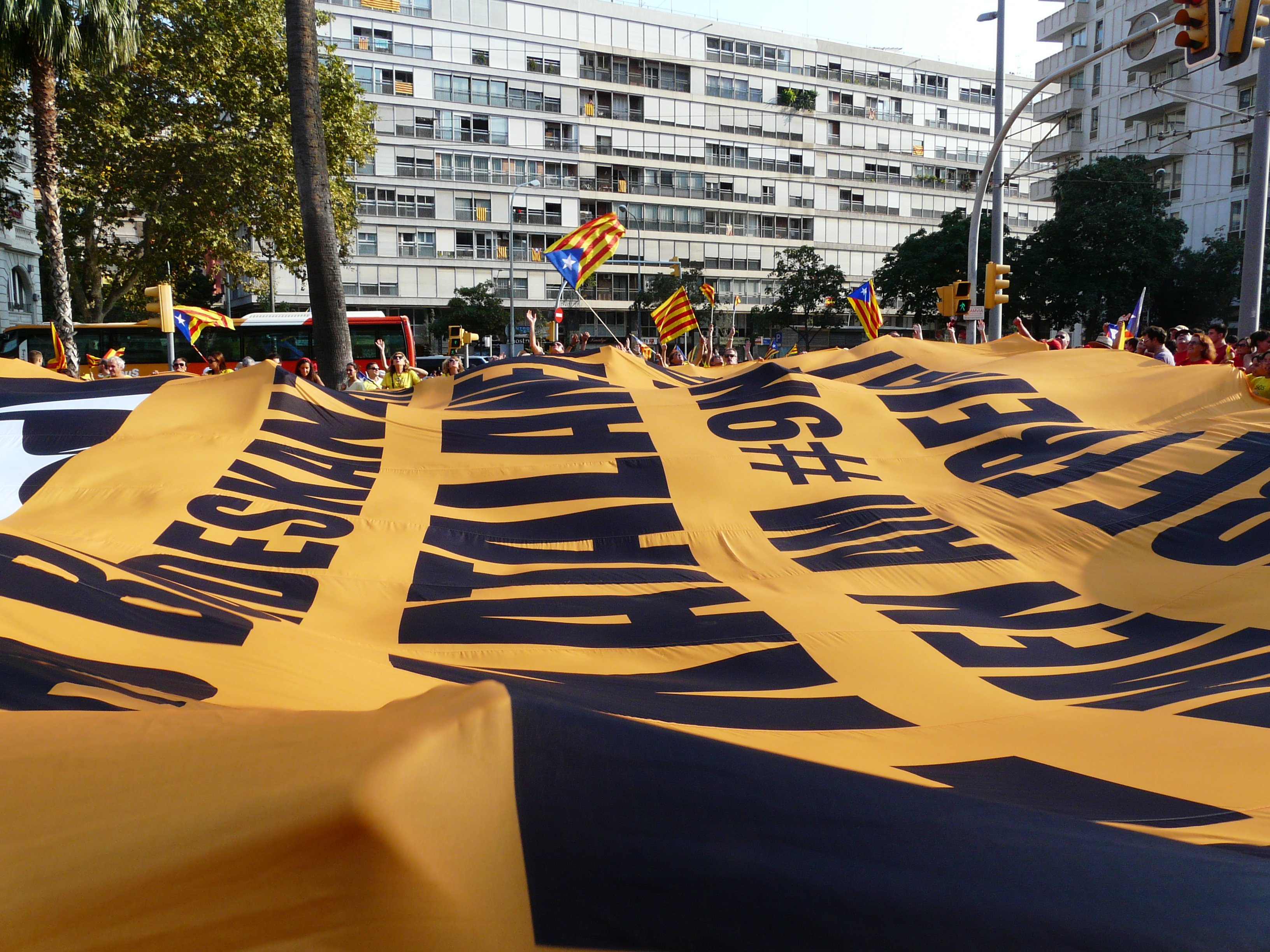
スローガンが書かれた巨大な横断幕
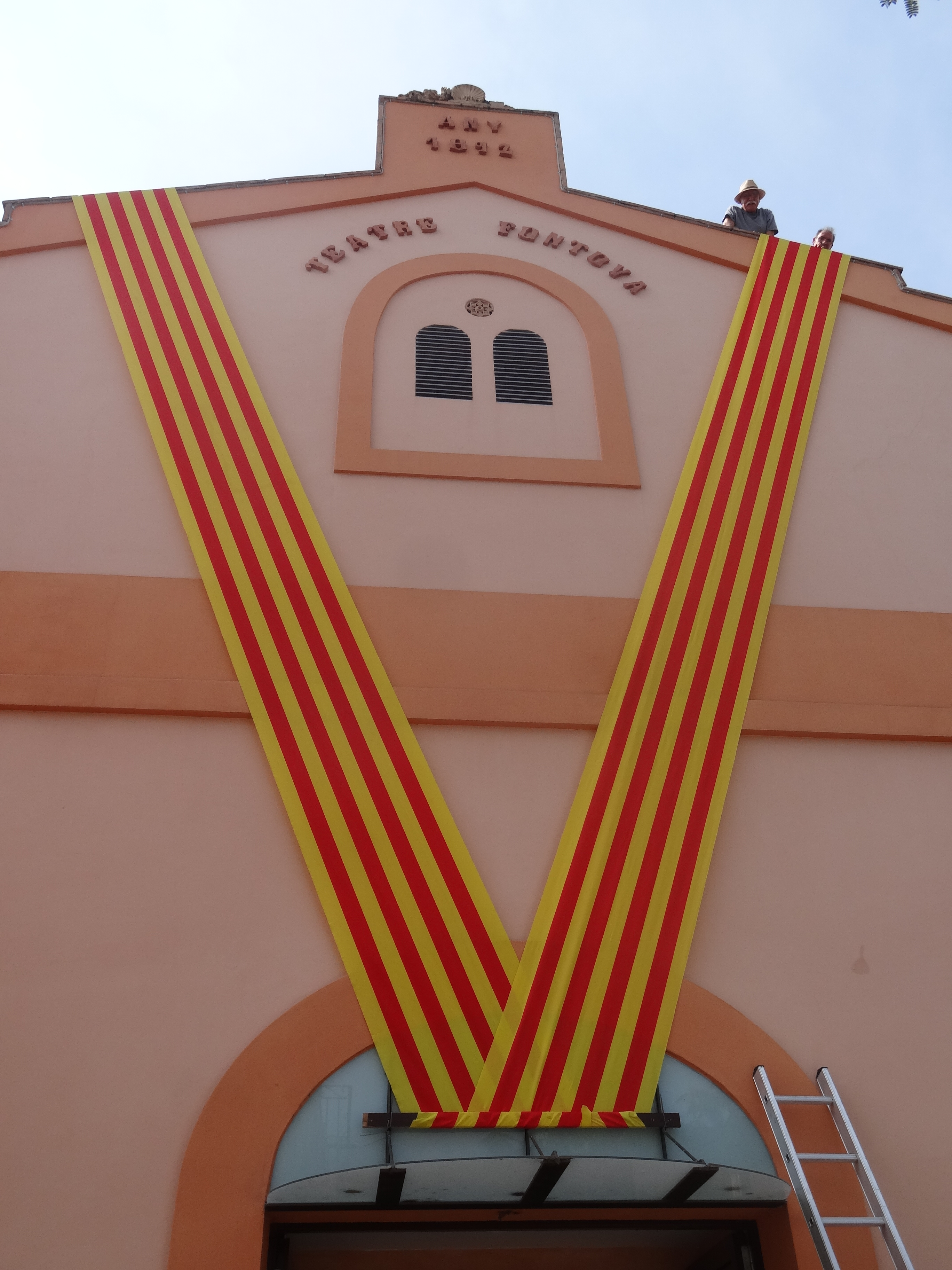
フントーバ劇場の外壁に張られた「V」字のサニェーラ
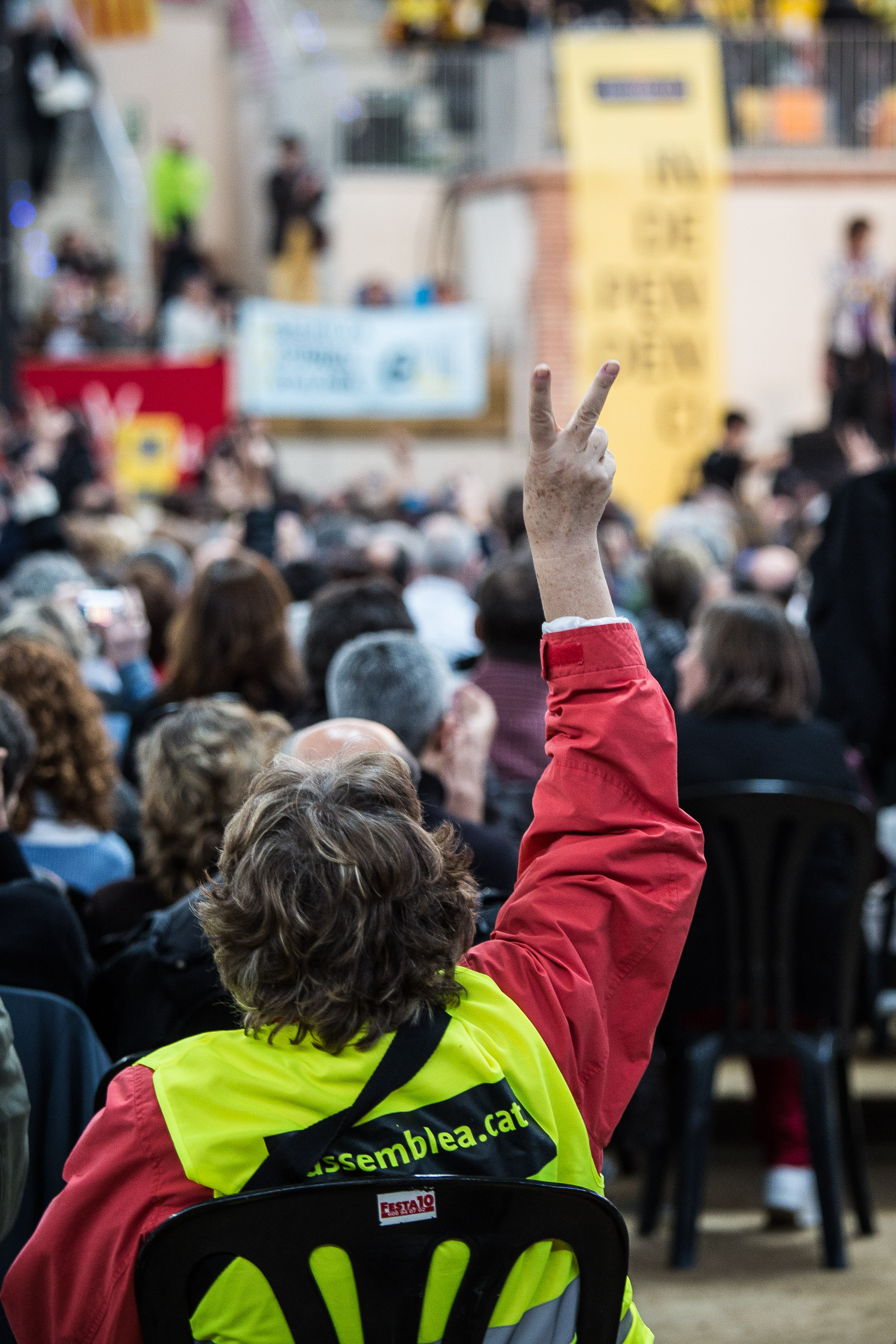
指で「V」字を示す参加者
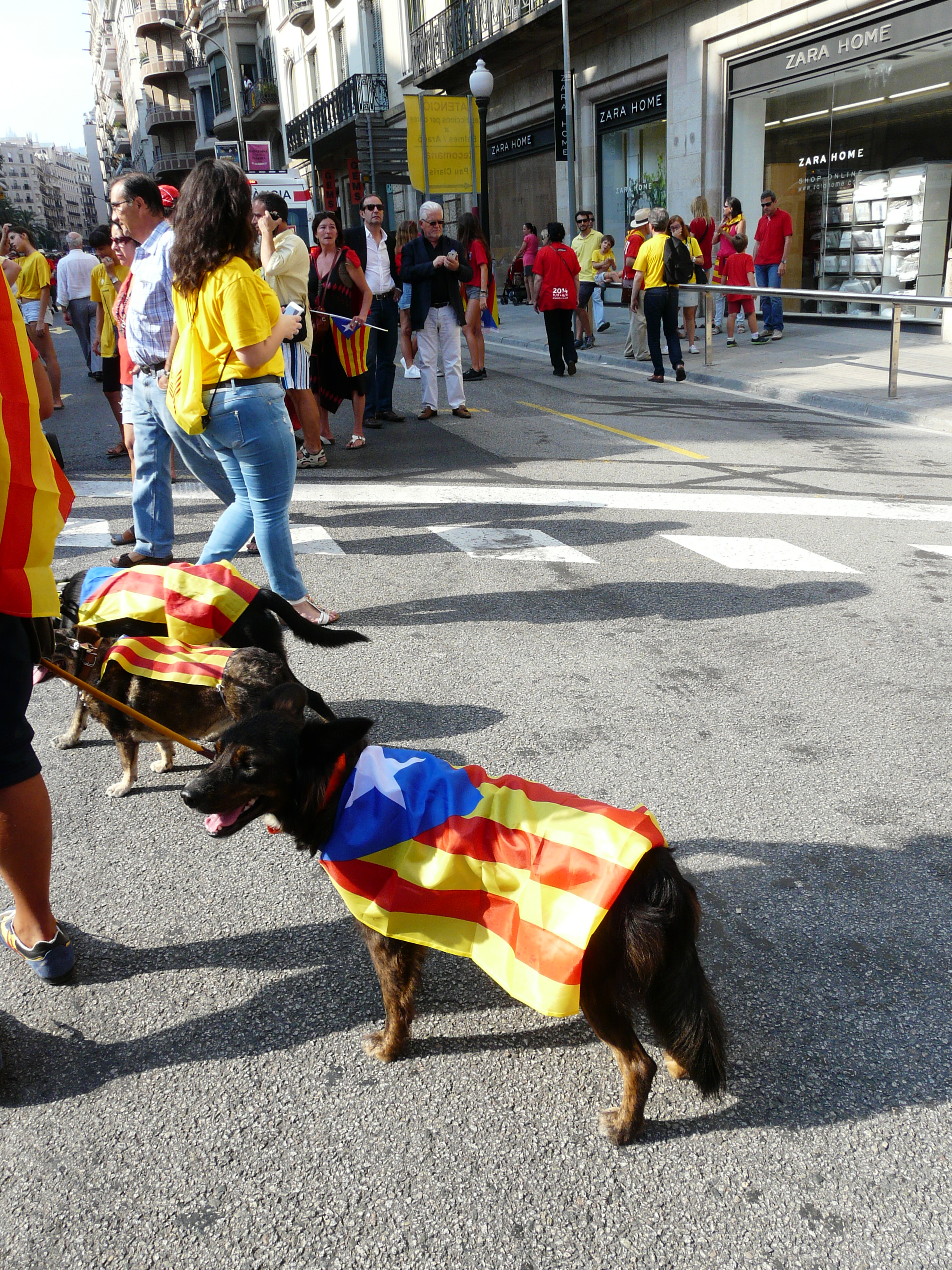
ワンちゃんたちも独立を支持
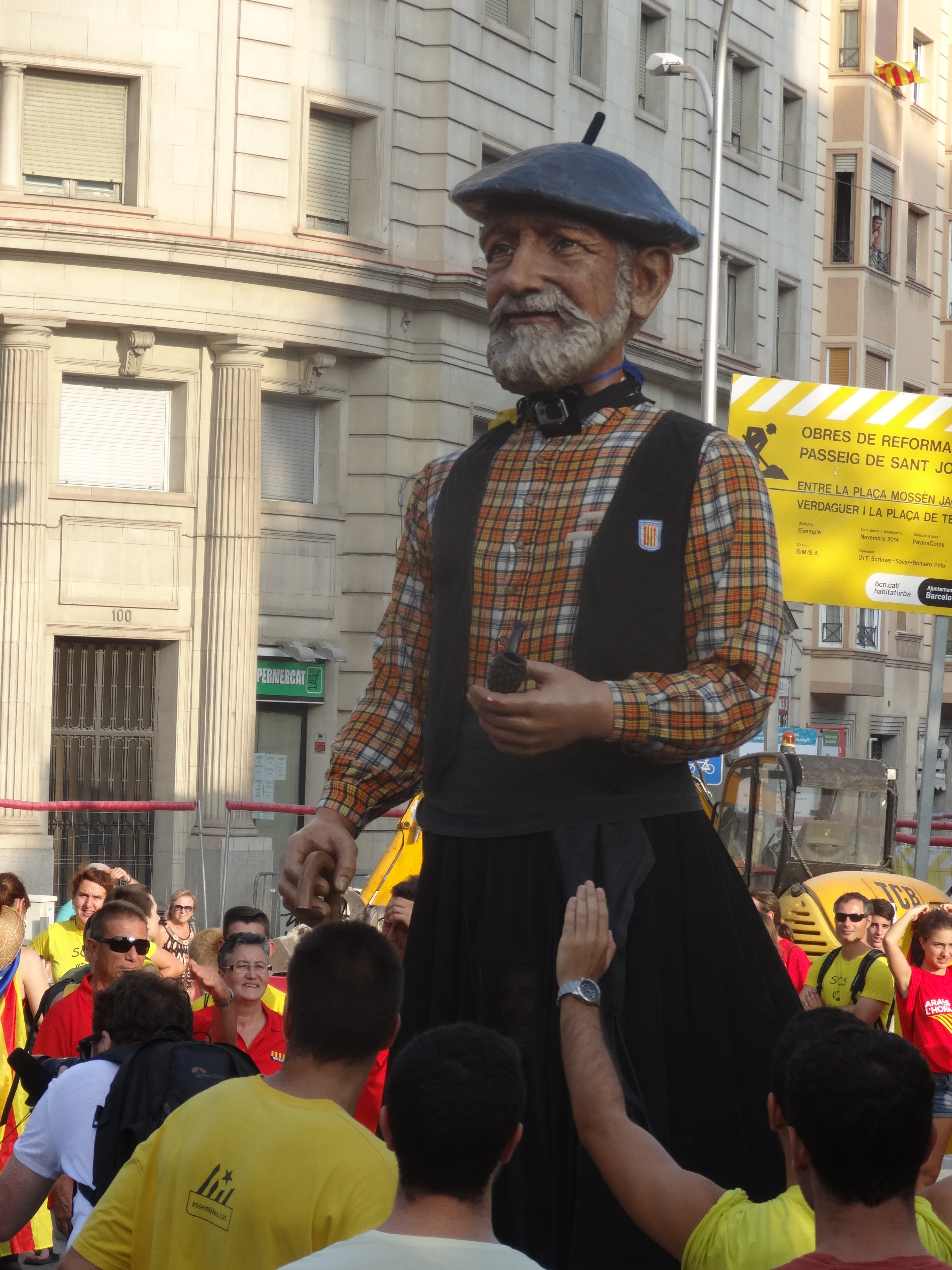
巨大な老人も行進

- デモの様子（動画）
- デモの様子（動画）